# Hallenbad Hütteldorf

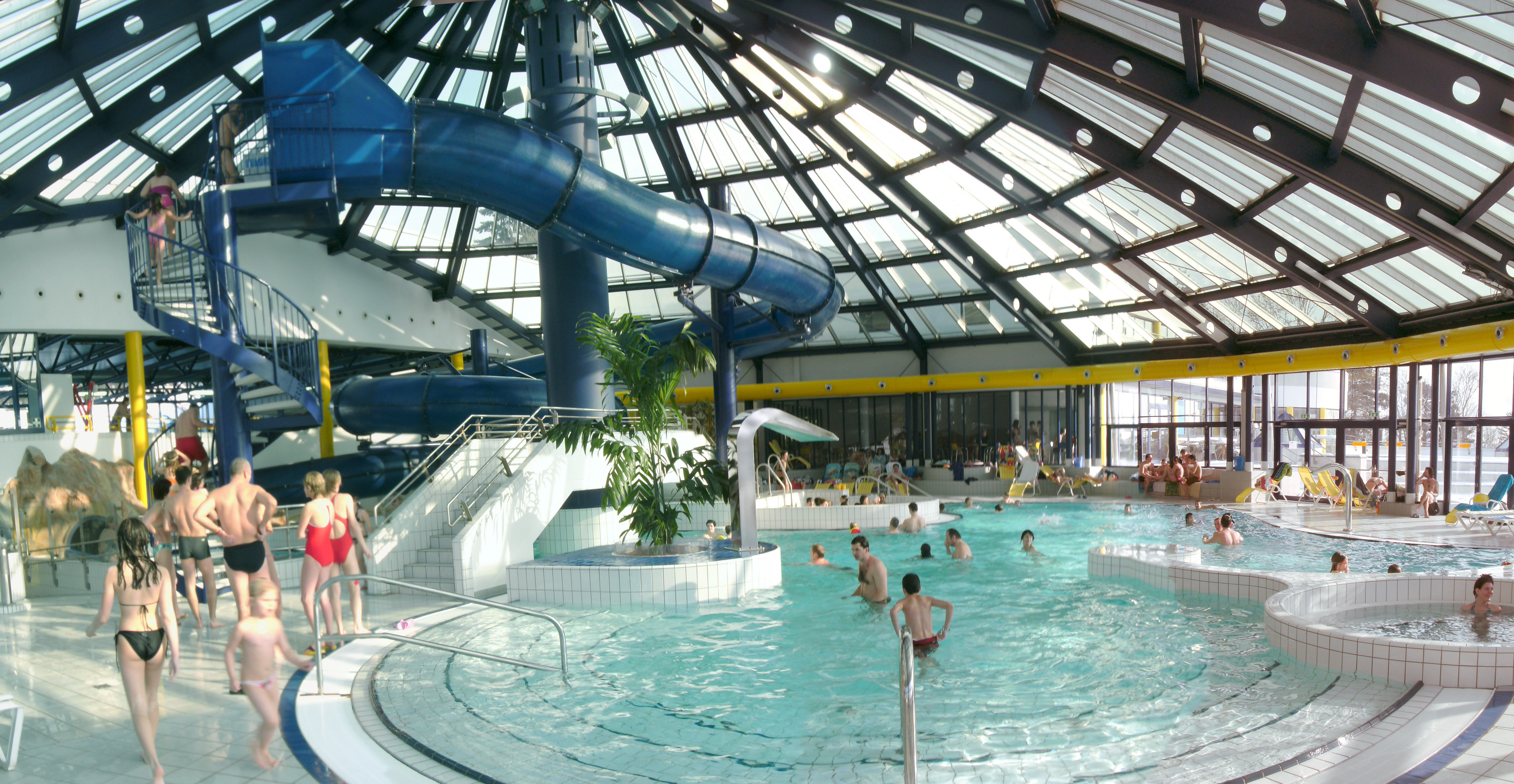
Hallenbad Hütteldorf

Das Hallenbad Hütteldorf ist ein im Besitz der Stadt Wien stehendes Hallenbad, das jahrelang von einem privaten Betreiber unter dem Namen Waldbad Penzing geführt wurde. Nachdem es von der Stadt Wien wieder übernommen und saniert worden war, wurde es am 17. Dezember 2009 unter der Führung der MA 44 – Bäder wieder eröffnet.

## Geschichte
Das im 14. Wiener Gemeindebezirk Penzing in der Linzer Straße befindliche Schwimmbad wurde von der Stadt Wien errichtet und 1998 an einen privaten Betreiber verpachtet.
Das Bad wurde mit einem Kostenaufwand von 266 Millionen Schilling oder 19,3 Millionen Euro zwischen Mai 1994 und 1997 errichtet, wobei ein Brand während der Bauarbeiten die Fertigstellung verzögerte. Die Betriebsführung wurde allerdings nicht der MA 44 – Bäder, sondern der privaten „Tropicana Bäderbetrieb und Freizeitanlagen“ gegen eine Jahrespacht von einem Schilling übergeben. Wegen finanzieller Probleme wurde das unter dem Namen Waldbad Penzing geführte Schwimmbad am 17. Juni 2008 geschlossen. Für die Wiedereröffnung des Bades sammelte eine Bürgerinitiative rund 2.000 Unterschriften.

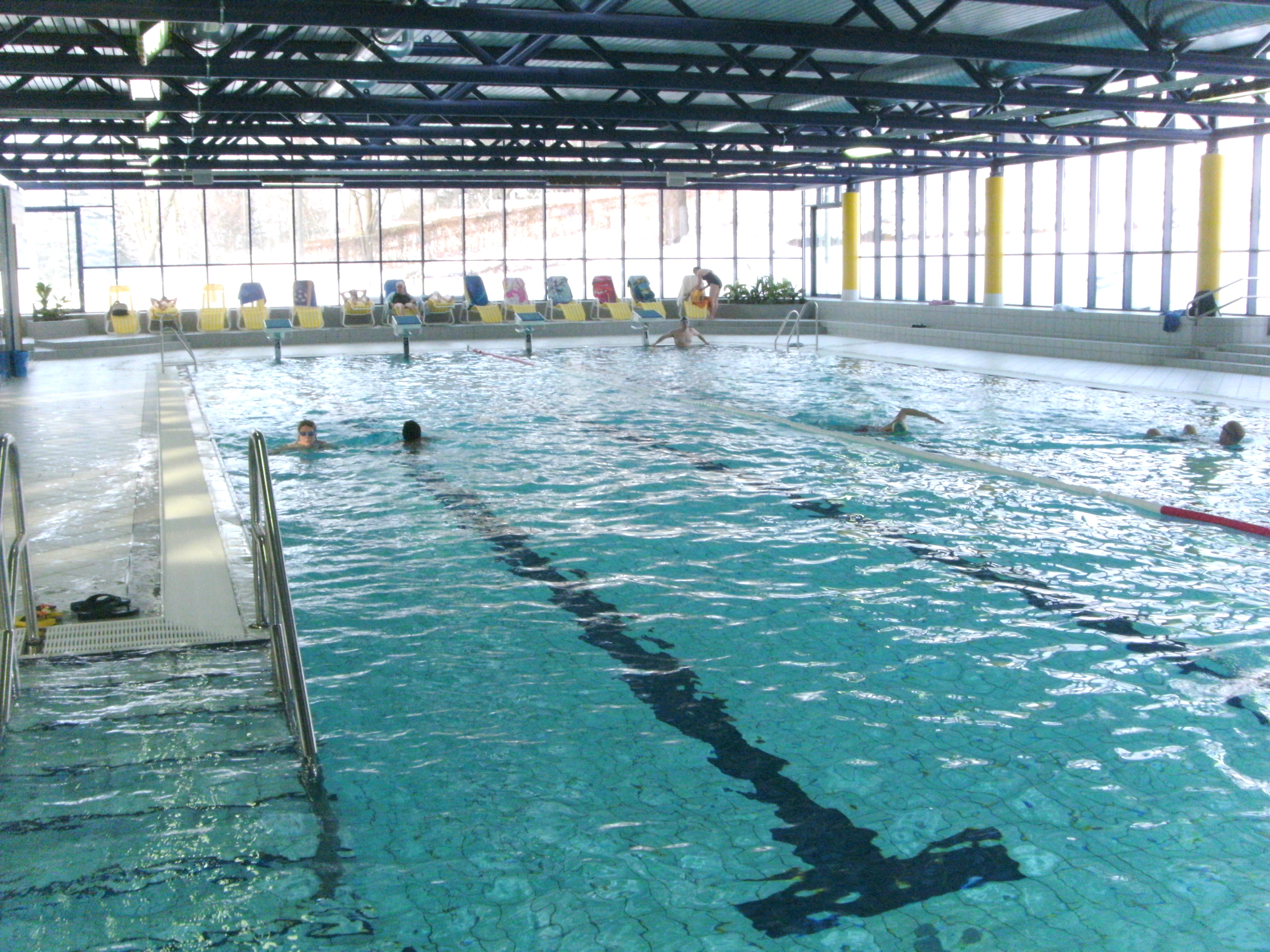
25 m-Sportbecken

Nachdem das Bad nach einem Brand bereits einmal umgebaut und im März 2005 nach einjähriger Sperre wieder geöffnet worden war, wurde es durch einen rund 3,7 Millionen Euro teuren Umbau (Abbruch des Wellenbeckens und stattdessen Errichtung eines 25 Meter langen Sportbeckens, ein Freibecken, Umsetzung eines modernen Energiekonzepts, Erneuerung der Dachkonstruktion und der Wasserrutsche) auf die Wiedereröffnung unter dem Namen Hallenbad Hütteldorf vorbereitet, die am 17. Dezember 2009 vorgenommen wurde.
Das Waldbad Penzing ersetzte die nahe dem Wienfluss gelegenen städtischen Bäder Baumgartner Bad und Hütteldorfer Bad.
Am 26. April 2008 war das Bad Schauplatz des ersten Unterwasser-Fußballspiels zwischen Österreich und der Bundesrepublik Deutschland. Neben rund 800 Zusehern vor Ort waren auch Medienvertreter aus beiden Staaten anwesend. Dem sportlichen Ereignis ging eine Pressekonferenz unter Wasser voran, an der sich 25 Journalisten beteiligten.